# Todd Wells
Todd Wells, né le 25 décembre 1975 à Kingston dans l'État de New York, est un coureur américain spécialiste du cyclo-cross et du VTT.

## Biographie
Il met un terme à sa carrière en 2017, à l'âge de 41 ans.

## Palmarès en cyclo-cross
- 2001-2002
  -  Champion des États-Unis de cyclo-cross
- 2002-2003
  - 2e du championnat des États-Unis de cyclo-cross
- 2003-2004
  - 2e du championnat des États-Unis de cyclo-cross
- 2004-2005
  - 3e du championnat des États-Unis de cyclo-cross
- 2005-2006
  -  Champion des États-Unis de cyclo-cross
- 2007-2008
  - 3e du championnat des États-Unis de cyclo-cross
- 2009-2010
  - Jingle Cross Rock - Night Rock, Iowa City
  - Jingle Cross Rock - Rock 1, Iowa City
  - Jingle Cross Rock - Rock 2, Iowa City
  - USGP of Cyclocross - Portland Cup 1, Portland
- 2010-2011
  -  Champion des États-Unis de cyclo-cross
- 2011-2012
  - Jingle Cross Rock 2, Iowa City
- 2013-2014
  - Nittany Lion Cross 1, Breinigsville
  - Nittany Lion Cross 2, Breinigsville
- 2016-2017
  - Resolution 'Cross Cup #2, Dallas

## Palmarès en VTT

### Championnats du monde
- 2009
  - 8e du championnat du monde de cross-country VTT
- 2011
  - 7e du championnat du monde de cross-country VTT
- 2012
  - 7e du championnat du monde de relais mixte

### Championnats panaméricains
- 2007
  -  Médaillé de bronze du championnat panaméricain de cross-country
- 2010
  -  Champion panaméricain de cross-country
- 2011
  -  Médaillé de bronze du championnat panaméricain de cross-country
- 2012
  -  Champion panaméricain de cross-country

### Championnats des États-Unis
- Champion des États-Unis de cross-country : 2010, 2011 et 2014
- Champion des États-Unis de short-track VTT : 2010 et 2012
- Champion des États-Unis de cross-country marathon : 2012, 2013, 2014, 2015 et 2016